# Amidol
Amidol, 2,4-diaminofenol – organiczny związek chemiczny z grupy fenoli i amin aromatycznych. Ma właściwości redukujące. W postaci dichlorowodorku (C
6H
3(NH
2)
2OH·2HCl) stosowany jest w szeregu wywoływaczy fotograficznych, zarówno w fotografii czarno-białej, jak i barwnej (proces C-41).
W temperaturze pokojowej dichlorowodorek tworzy bezbarwne kryształy o własnościach silnie redukujących.
Szybko się utlenia, łatwo rozpuszcza w wodzie. Przenika w głąb warstwy światłoczułej, dlatego stosowany jest w wywoływaczach do obróbki materiałów odwracalnych przy tworzeniu obrazu negatywowego.